# Cyphellaceae
Cyphellaceae Lotsy, 1907 è una famiglia di funghi basidiomiceti appartenente all'ordine Agaricales.

## Tassonomia
Il genere tipo è Cyphella Fr., gli altri generi inclusi sono: 
- Asterocyphella
- Campanophyllum
- Catilla
- Cheimonophyllum
- Chondrostereum
- Cunninghammyces
- Dendrocyphella
- Gloeocorticium
- Gloeostereum
- Granulobasidium
- Incrustocalyptella
- Phaeoporotheleum
- Seticyphella
- Sphaerobasidioscypha
- Thujacorticium